# Srpatka ibisovitá
Srpatka ibisovitá (Ibidorhyncha struthersii) je pták z řádu dlouhokřídlých, jediný zástupce čeledi srpatkovití (Ibidorhynchidae). Vyskytuje se na štěrkových březích řek ve vysokohorských polohách střední Asie a himálajského pohoří. Vzhledově se jedná o velmi nápadného, těžko zaměnitelného ptáka: dlouhý, dolů stočený zobák je červený, většina opeření je šedá, břicho je bílé, obličejová maska je černá a horní část hrudi ohraničuje černý pásek.

## Systematika
Za formální autoritu druhu se považuje irský zoolog Nicholas Aylward Vigors, který druh popsal v roce 1831 na základě ilustrace Johna Goulda. Anglický zoolog Brian Houghton Hodgson sice popsal druh již o dva roky dříve jako Red-billed Erolia, avšak jeho rukopis zaslaný Asijské společnosti v Bengálsku (Asiatic Society of Bengal) byl spolu s omluvou od redaktora publikován až v roce 1835. Hodgson později navrhl pro druh nový rod Clorhynchus, který se však neujal a moderní taxonomie druh pojmenovává jako Ibidorhyncha struthersii. Název rodu Ibidorhyncha je odvozen z řeckého ibis (pták ibis) a lophos (chocholka). Druhové jméno struthersii je připomínkou skotského anatoma Johna Strutherse (1823–1899).
Systematické zařazení srpatky ibisovité vzbuzovalo dlouhou dobu mezi vědci debaty. Moderní taxonomie tento druh nejčastěji řadí do samostatné čeledi srpatkovití (Ibidorhynchidae) v rámci podřádu Charadrii a řádu dlouhokřídlých. Z genetických a morfologických analýz vyplývá, že blízkými příbuznými srpatkovitých jsou ústřičníkovití (Haematopodidae) a tenkozobcovití (Recurvirostridae). Jedná se o monotypický taxon.

## Výskyt
Hnízdí u kamenitých koryt řek v téměř celé jižní části střední Asie, obvykle v nadmořské výšce 1700–4400 m n. m. Mimo hnízdní období pak může sestupovat až po nadmořskou výšku 100 m n. m.

## Popis
Srpatka ibisovitá dorůstá 38–41 cm. Je převážně šedá s bílou spodinou těla, červenými končetinami a dlouhým, výrazně zahnutým zobákem. Obličej má černý, stejného zbarvení je také nápadný pruh na hrudi. Obě pohlaví jsou si zbarvením velice podobná, mladí ptáci pak postrádají černé zbarvení obličeje a tmavý pruh na hrudi.

## Biologie a ekologie
O biologii a ekologii druhu toho není příliš známo, což je částečně dáno samotářskou povahou srpatky, a částečně špatnou dostupností jejího habitatu. Žije jednotlivě, v párech nebo malých hejnech o 5–6 jedincích. Živí se různými bezobratlými, včetně larev chrostík či jepic.
Je zřejmě monogamní, mateřskou píči zajišťují oba rodiče. Hnízdo má podobu jednoduchého mělkého důlku na břehu řeky, občas vystlaného malými oblázky. Hnízdí na zemi v rozmezí od dubna do května, v jedné snůšce jsou 2–4 vejce. Rodiče patrně nekrmí svá ptáčata přímo. K prvnímu letu dochází ve věku kolem 50 dní, ptáčata zůstávají v blízkosti rodičů až do první zimy.